# 執行製作人
執行製作人（英語：Executive producer），又譯行政製作人，在娛樂業界中是一個有著重要地位的職稱。每個執行製作人對於計畫案的參與、責任和權力都有所不同。某些執行製作人會親自控制製作上的每一個細節，有些則是負責監督計畫的製作人，也有些執行製作人會管理計畫案的財務預算，此外也有僅是掛名的執行製作人。

## 職能

### 音樂
在音樂業界中，專輯唱片的執行製作人通常掌控了專輯整體走向的決定，以及計畫的預算要如何分配使用。執行製作人可能也會決定專輯內要收錄的歌曲數量、在製作過程中決定要刪減的歌曲、以及曲目的排列順序等等。在這樣的情況下，執行製作人通常也會負責專輯中部份歌曲的製作。知名的執行製作人對於唱片發行商來說，也是吸引他們的賣點之一。
在某些情況下，執行製作人可能是能代表特定行動的某人，例如法定代理人或律師。其他時候也可能是指在財務方面資助專輯計畫的某人。

### 電影
電影的執行製作人，在中国一般被称作执行制片人，通常是指不定時參與計劃中創意或技術方面的製作人。他們通常會處理與商業有關的事務，或可能負責電影計劃中的財務管理。某些執行製作人是以製片廠（發行、製片）或製作公司（製片）代表的身份參與電影計劃。
在許多時候，某人可能因為在前期製作時間接參與了電影的計劃，但實際上並沒有直接參與電影本身的製作，因而以執行製作人的身份列在工作人員名單中。例如可能是候選劇本的作者、曾經或現正擁有電影劇本版權的人，或曾經製作、參與上一版本電影製作的人。

### 電視
電視領域的製片執行人在美國電視影集的製作中，可能會同時有多位執行製作人。有時這種情形與上述電影部份的原因類似：可能是曾經參與前期製作並有所貢獻的某人、製作計畫的財務師，或管理製作計畫商業交易方面的某人等。在某些時候，一些名人可能掛名擔任執行製作人，希望藉此提高彼此的聲望和名譽，但實際上他們很少甚至沒有參與製作過程。
然而，電視影集的編劇通常會以「製作人」的身份列在工作人員名單中，最主要的編劇則是使用「執行製作」的身份，而非更貼切的「總編劇」。
在電視業界中，若執行製作人是整個節目的負責人（稱為 show runner），其所擁有的權力可能比其他任何參與的成員更大；通常節目負責人（但還是以執行製作人的身份出現於名單中）是整個系列創造者，或是整個節目最主要的編劇。他的角色是要負責引導節目中整季故事的創作過程和走向。

### 遊戲
在遊戲製作過程中，執行製作人負責監視整個遊戲的進度，於遊戲方向、財政支出、市場推廣等都有絕對的權力。

## 相近職稱的区别和联系
在台湾的电视工业体系中，「执行制作人」或「执行制作」是常用称谓，对应英文的「Executive Producer」，而中国大陆一般称作「执行制片人」。至於在电影產業中，台湾一般稱为「执行制片」，在英文中对应「Line Producer」或「Production Supervisor」，在中国大陆又称「制作统筹」或「策划」。